# Atuba Park
Atuba Park är en park i Brasilien.   Den ligger i kommunen Curitiba och delstaten Paraná, i den södra delen av landet, 1 100 km söder om huvudstaden Brasília. Atuba Park ligger 898 meter över havet.
Terrängen runt Atuba Park är platt. Runt Atuba Park är det mycket tätbefolkat, med 1 463 invånare per kvadratkilometer.. Närmaste större samhälle är Curitiba, 8,6 km sydväst om Atuba Park.
Runt Atuba Park är det i huvudsak tätbebyggt.